# Wassili Dmitrijewitsch Kusnezow

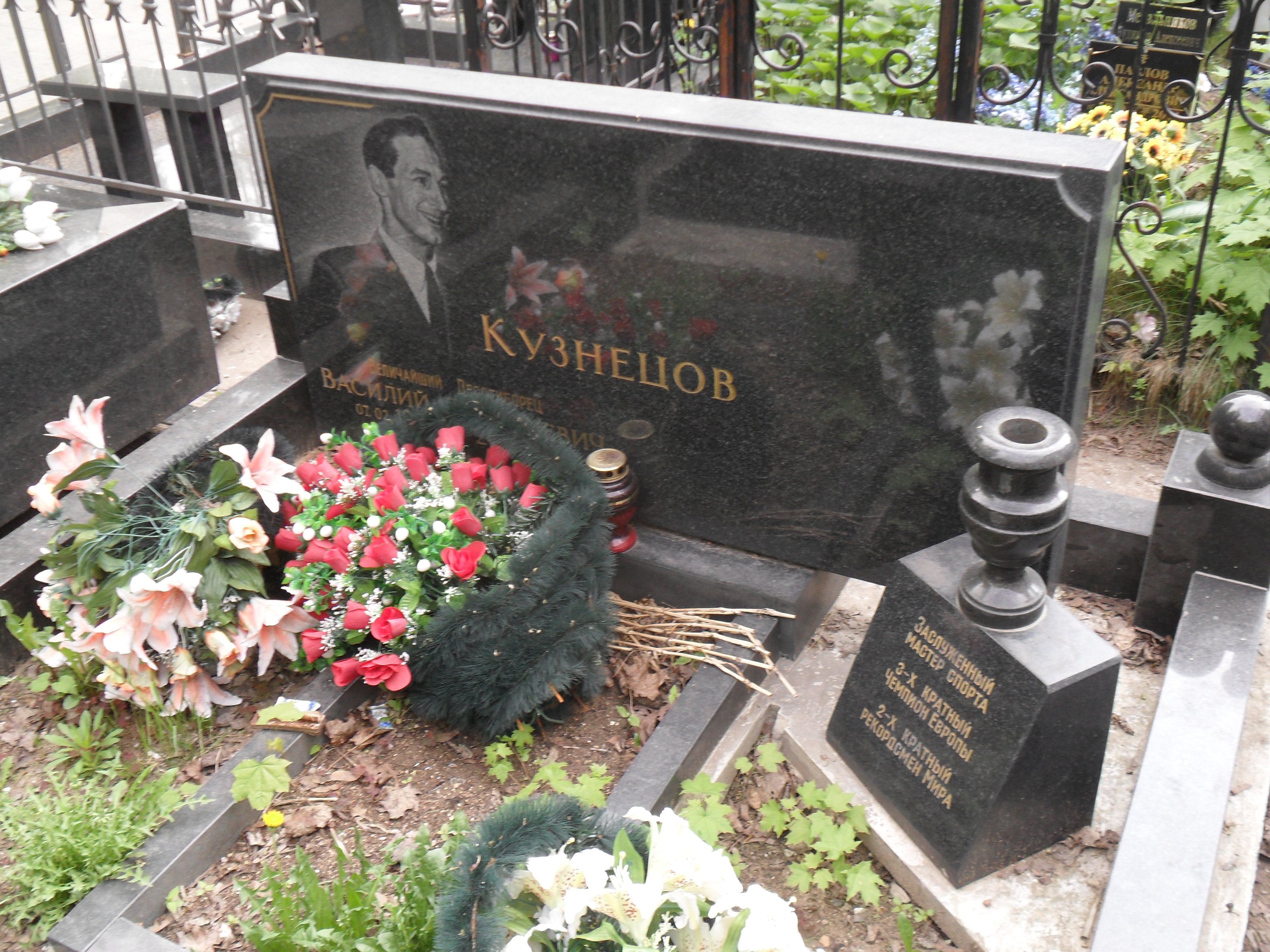
Grabmal

Wassili Dmitrijewitsch Kusnezow (russisch Василий Дмитриевич Кузнецов, engl. Transkription Vasiliy Kuznetsov; * 7. Februar 1932 in Kalikino; † 6. August 2001 in Moskau) war ein sowjetischer Leichtathlet. Bei einer Körpergröße von 1,85 m betrug sein Wettkampfgewicht 83 kg.
Wassili Kusnezow war ein Jahrzehnt lang der beste europäische Zehnkämpfer. Als einziger Mehrkämpfer überhaupt erlangte er drei Europameistertitel. Daneben gewann er zwei Bronzemedaillen bei Olympischen Spielen und verbesserte zweimal den Weltrekord.
Nach seiner Karriere war Kusnezow wissenschaftlicher Mitarbeiter an der Sportuniversität in Moskau. Mit 69 Jahren starb er an Krebs.

## Karriere
Mit 22 Jahren trat Kusnezow bei den Europameisterschaften 1954 in Bern an. Mit 6752 Punkten (7043 Punkte nach der seit 1985 gültigen Zehnkampftabelle) gewann er seinen ersten großen Titel vor dem Finnen Torbjörn Lassenius mit 6424 (6821) Punkten.
Bei den Olympischen Spielen 1956 in Melbourne gewannen die beiden US-Amerikaner Milt Campbell mit 7937 (7565) Punkten und Rafer Johnson mit 7587 (7422) Punkten Gold und Silber vor Kusnezow mit 7465 (7730) Punkten, wobei Kusnezow im Stabhochsprung und im Speerwurf die besten Einzelleistungen aller Teilnehmer erreichte. Nach der heute gültigen Tabelle hätte Kusnezow Gold gewonnen, allerdings sind die Ergebnisse kaum vergleichbar, insbesondere im Stabhochsprung sind die 1956 gebräuchlichen Metallstäbe kaum mit der 1985er Tabelle zu bewerten, da die Tabelle 1985 die Leistungsentwicklung mit den sich seit 1961 durchsetzenden Glasfiberstäben berücksichtigt.
Im Mai 1958 übertraf Kusnezow in Krasnodar mit 8014 (7653) Punkten als erster Zehnkämpfer die 8000-Punkte-Marke nach der 1952er Tabelle. Zwei Monate später fand in Moskau ein Länderkampf USA gegen Sowjetunion statt. Rafer Johnson verbesserte mit 8302 (7789) Punkten den Weltrekord und besiegte Kusnezow, der auf 7897 (7596) Punkte kam. Ende August 1958 fanden in Stockholm die Europameisterschaften statt. Kusnezow verteidigte seinen Titel mit 7865 (7697) Punkten mit respektablem Vorsprung auf seinen Mannschaftskollegen Uno Palu, der 7329 (7448) Punkte sammelte.
Ein Jahr nach seinem ersten Weltrekord holte sich Kusnezow im Mai 1959 den Weltrekord von Rafer Johnson zurück. Mit 8357 (7839) Punkten sollte diese Leistung Kusnezows beste bleiben. Nach 1957 stand Kusnezow am Ende der Saison 1959 zum zweiten Mal an der Spitze der Weltrangliste. Im September steigerte Kusnezow in Turin den Weltrekord im Fünfkampf auf 4006 (4051) Punkte. Kusnezow hatte bereits 1956 in Kiew mit 3736 (3913) Punkten und 1958 in Naltschik mit 3901 (4010) Punkten Weltrekorde aufgestellt. Ebenfalls 1959 wurde er von der polnischen Presseagentur Polska Agencja Prasowa (PAP) zu Europas Sportler des Jahres gekürt.
Der Zehnkampf stand bei den Olympischen Spielen 1960 in Rom ganz im Zeichen des Zweikampfs zwischen Rafer Johnson, der sich bei den AAU-Meisterschaften mit 8683 (7981) Punkten den Weltrekord zurückerkämpft hatte, und dem Taiwaner Yang Chuan-Kwang. Johnson gewann mit 8392 (7901) Punkten vor Yang mit 8334 (7820) Punkten. Kusnezow bestätigte als Dritter mit 7809 (7527) Punkten seinen Rang als bester Europäer.
1962 bei den Europameisterschaften in Belgrad gewann Kusnezow seinen dritten Europameistertitel in Folge. Allerdings hatte er mit 8026 (7770) Punkten nur einen äußerst knappen Vorsprung auf den Deutschen Werner von Moltke mit 8022 (7786) Punkten.
In Tokio bei den Olympischen Spielen 1964 wurde Kusnezow mit 7569 (7454) Punkten noch einmal Siebter, war allerdings nur noch fünftbester Europäer.
Wassili Kusnezow wurde in den Jahren 1953 bis 1960 sowie 1962 und 1963 Sowjetischer Meister im Zehnkampf und ist damit der erfolgreichste Zehnkämpfer bei sowjetischen Meisterschaften. Mit zehn Titeln in der gleichen Disziplin gehört er zu den erfolgreichsten sowjetischen Athleten überhaupt.
Insgesamt nahm Kusnezow in seiner Karriere an 43 Zehnkämpfen teil, in denen er 30 Siege erreichte.

## Bestleistungen
- 100 Meter: 10,5 Sekunden (1959)
- Weitsprung: 7,49 Meter (1958)
- Kugelstoßen: 15,51 Meter (1960)
- Hochsprung: 1,93 Meter ()
- 400 Meter: 48,6 Sekunden (1958)
- 110 Meter Hürden: 14,4 Sekunden (1956)
- Diskuswurf: 52,00 Meter (1959)
- Stabhochsprung: 4,47 Meter (1964)
- Speerwurf: 72,78 Meter (1959)
- 1500 Meter: 4:33,2 Minuten (1963)
- Zehnkampf: 7839 Punkte (1959)